# 亚历山大一世 (俄罗斯)
亚历山大一世·巴甫洛维奇（俄語：Алекса́ндр I Па́влович，羅馬化：Aleksándr I Pávlovich，俄語發音：[ɐlʲɪkˈsandr ˈpavləvʲɪtɕ]；格里历：1777年12月23日—1825年12月1日，儒略历：1777年12月12日—1825年11月19日），第十任全俄罗斯皇帝及独裁者、第十四任罗曼诺夫王朝俄罗斯统治者、第一任波兰会议王国国王、第一任芬兰大公国大公。在1801年3月23日至1825年11月19日期间作为俄罗斯帝国的最高统治者。
亚历山大一世为俄罗斯皇帝保罗一世·彼得洛维奇及符腾堡公爵腓特烈二世·歐根及布蘭登堡-施韋特的弗蕾德里克之女瑪麗亞·費奧多蘿芙娜皇后 (符騰堡的索菲·多蘿西亞)的长子。亚历山大一世有三个弟弟及六个妹妹，其中包括康斯坦丁·巴甫洛維奇及尼古拉一世。在1793年娶了伊丽莎白·阿列克谢耶芙娜（巴登的路易莎），只有两个女儿。因此，亚历山大一世死后，皇位就由弟弟尼古拉·巴甫洛维奇继承。
亚历山大一世在位期间为拿破仑战争时期，在父亲保罗一世·彼得洛维奇遇刺后继位。在位初期，亚历山大一世常使用自由主义的言辞，但是继续实践俄罗斯境内的专制统治。统治初期，亚历山大推行了一些小的社会改革及自由教育改革，如建立更多的大学。亚历山大一世还任命一位乡村教师之子米哈伊爾·米哈伊洛維奇·斯佩蘭斯基作为顾问。米哈伊尔废除合议院，以帝国议会取而代之，这是为了改进立法而创建的。还制定了建立议会和签署宪法的计划。
在外交政策上，他在1804年至1812年间四次改变俄国对法国的立场，多次保持中立身份及反对法国或与法国结盟。1805年，他加入英国参加第三次反法同盟，但在奥斯特里茨战役和弗里德兰战役中惨败后，他改变立场，根据提尔西特条约 与拿破仑结盟，加入拿破仑的大陆封锁.。他在1807年至1812年间对英国进行了一场小规模的海战，并在瑞典拒绝加入大陆封锁之后与瑞典进行了一场短暂的战争。亚历山大和拿破仑几乎没有达成一致，尤其是在波兰问题上，联盟于1810年瓦解。亚历山大最伟大的胜利发生在1812年，当时法国入侵俄国的失败对法国人来说是一场灾难性的灾难。作为对抗拿破仑的胜利联盟的一部分，他在芬兰和波兰获得了领土——并成立了芬兰大公国及波兰会议王国。他成立了神圣同盟来镇压欧洲的革命运动，他认为这些运动是对合法的基督教君主的不道德威胁。他还帮助奥地利的克莱门斯·冯·梅特涅镇压所有民族独立运动和自由主义运动。
在他统治的后半段，亚历山大变得越来越专横、反动，并且害怕有人阴谋反对他。结果，他结束了之前进行的许多改革。随着教育变得更加宗教化和政治保守化，他清除了外籍教师的学校。米哈伊爾·米哈伊洛維奇·斯佩蘭斯基被严格的炮兵检查员阿列克谢·阿拉克切耶夫取代为顾问，他负责监督军事定居点的创建。1825年12月，亚历山大在前往俄罗斯南部旅行时死于斑疹伤寒。他没有婚生子女，因为他的两个女儿都在童年时去世了。他的两个兄弟都不想当皇帝。在经历了一段巨大的混乱之后（这预示着十二月党人起义的失败死后数周内的自由军军官），他的弟弟尼古拉·巴甫洛维奇继位。

## 统治
亚历山大一世由祖母叶卡捷琳娜二世抚养，父亲被謀殺后即位。为维护君主专制、反对革命，亚历山大采取自由主义的政策，设立所谓「非正式委员会」解决各类问题。1802年设各部大臣制。1803年颁布自由耕作法，宣告被束缚在土地上的农奴有可能得到解放。开办哈尔科夫大学和喀山大学。
对外政策方面，参加第三、第四次反法同盟，在奥斯特茨、弗里德兰的会战中失败。1807年与拿破仑签订提尔西特和约。之后得到法国支持，赢得了和瑞典、土耳其的战争，夺得芬兰和高加索的领地。1812年击退拿破仑对俄罗斯的远征。1814年率领俄罗斯军队进击到巴黎。不久活跃在维也纳会议上，作为有力的领导人之一，结成神圣同盟。1820年左右受奥地利首相梅特涅影响，排斥欧洲的自由主义和民族主义，公然推行反动政策，加强对国内和国外自由主义力量的压制，改善了俄国的经济，使俄国迅速从拿破仑东征的影响下恢复过来。

## 个人
性格优柔寡断、多疑、伤感，又极其自尊自傲，被称为“斯芬克斯”。晚年沉溺于严重的神秘主义。

## 家庭

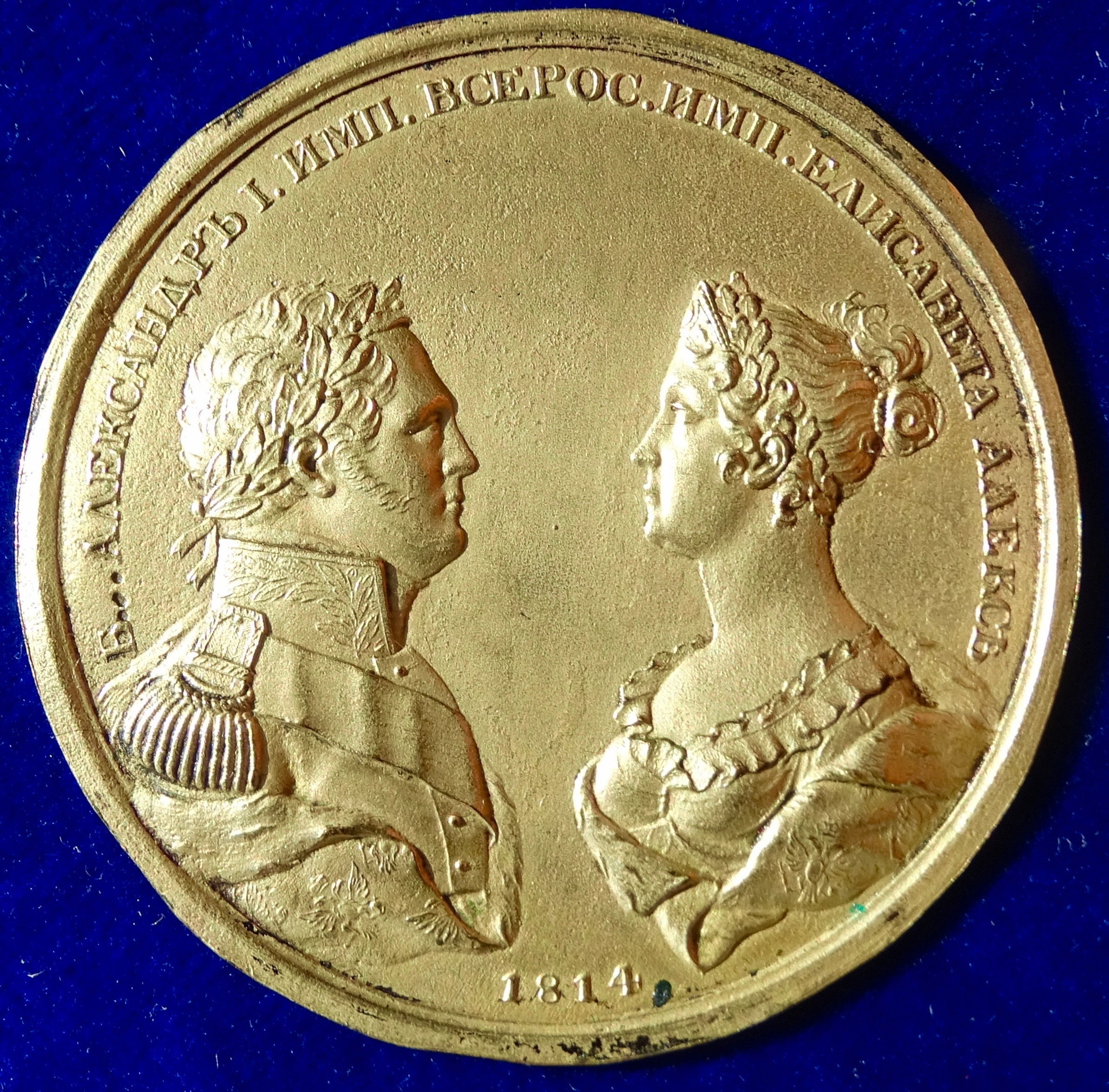
在維也納會議的伊麗莎白·阿列克謝耶夫娜和亞歷山大一世

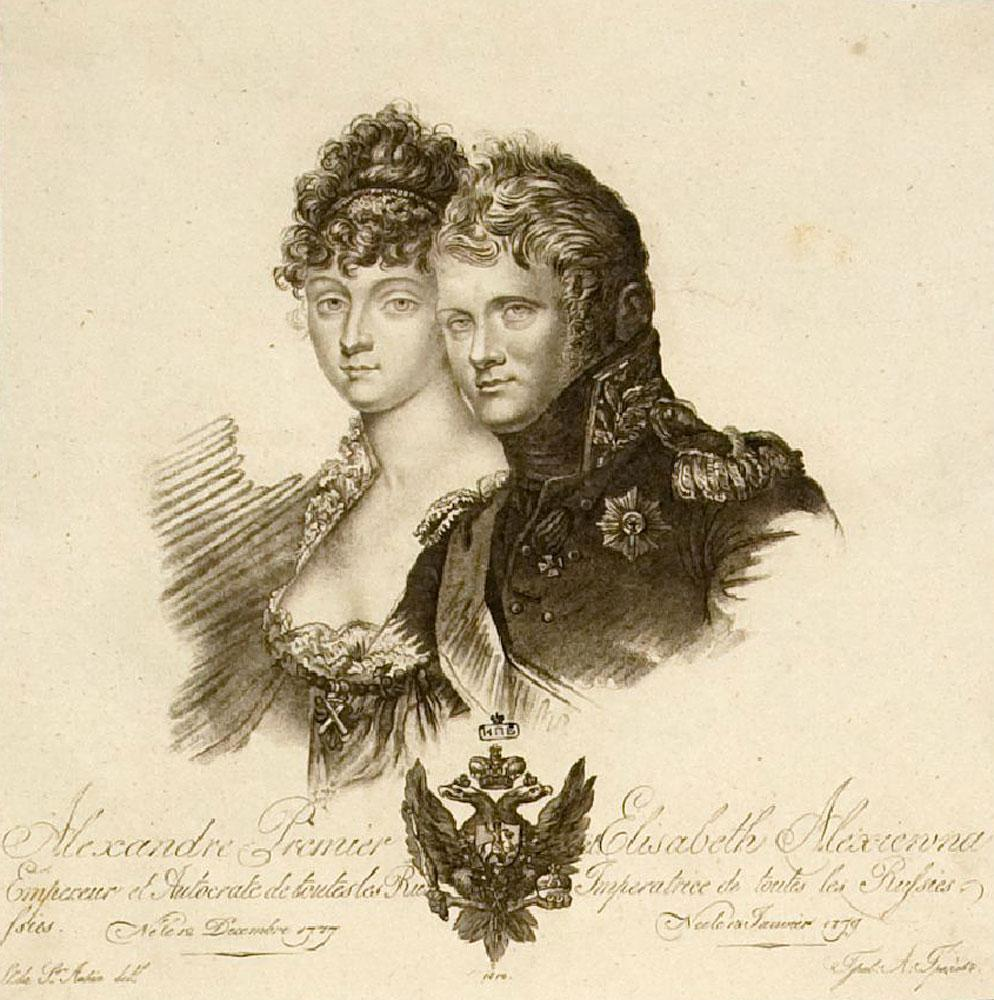
伊麗莎白·阿列克謝耶夫娜和亞歷山大一世

1793年10月9日，亞歷山大一世迎娶巴登的路易絲，在她皈依 東正教後被稱為伊麗莎白·阿列克謝耶夫娜。亞歷山大一世後來告訴他的朋友，普魯士國王腓特烈·威廉三世，這場由他的祖母叶卡捷琳娜二世策劃的政治婚姻，不幸地被證明對他和他的配偶來說也是一場不幸。在他們的兩個女兒早夭後，共同的悲痛使兩夫妻更親近. 在亞歷山大一世晚年，在伊麗莎白·阿列克謝耶夫娜的聰明和藹下二人關係和解，皇后對亞歷山大一世跟他的情婦瑪麗亞·納瑞斯金娜所生的愛女索菲亞·納瑞斯金娜的死深表同情。1809年，傳聞亞歷山大一世與芬蘭貴婦烏拉·穆勒斯瓦德有染，並與她生了一個孩子，但沒有得到證實。
- 长女 玛丽亚·亚历山德罗芙娜（1799年5月29日－1800年7月8日）
- 次女 叶丽萨维塔·亚历山德罗芙娜（1806年11月16日－1808年5月12日）

## 外部资料
- Hartley, Janet M. et al. eds. Russia and the Napoleonic Wars (2015), new scholarship
- Lieven, Dominic. Russia Against Napoleon (2011) excerpt （页面存档备份，存于）
- McConnell, Allen. Tsar Alexander I: Paternalistic Reformer (1970) online free to borrow
- Palmer, Alan. Alexander I: Tsar of War and Peace (Faber & Faber, 2014).
- Rey, Marie-Pierre. Alexander I.: the Tsar who defeated Napoleon (2012)
- Zawadzki, Hubert. "Between Napoleon and Tsar Alexander: The Polish Question at Tilsit, 1807." Central Europe 7.2 (2009): 110–124.

| 亚历山大一世·巴甫洛維奇·罗曼诺夫霍爾斯坦-戈托普-羅曼諾夫王朝出生于：1777年12月23日逝世於：1825年12月1日 | 亚历山大一世·巴甫洛維奇·罗曼诺夫霍爾斯坦-戈托普-羅曼諾夫王朝出生于：1777年12月23日逝世於：1825年12月1日 | 亚历山大一世·巴甫洛維奇·罗曼诺夫霍爾斯坦-戈托普-羅曼諾夫王朝出生于：1777年12月23日逝世於：1825年12月1日 |
| 統治者頭銜                                                                                              | 統治者頭銜                                                                                              | 統治者頭銜                                                                                              |
| --- | --- | --- |
| 前任： 保羅一世·彼得洛维奇                                                                              | 全俄罗斯皇帝及独裁者 1801年3月23日－1825年11月19日                                                      | 繼任： 三弟尼古拉一世·巴甫洛维奇                                                                        |
| 前任： 古斯塔夫四世·阿道夫                                                                              | 芬蘭大公 1809年9月17日－1825年11月19日                                                                  | 繼任： 三弟尼古拉一世·巴甫洛维奇                                                                        |
| 前任： 斯坦尼斯瓦夫·奧古斯特                                                                            | 波蘭会议王国國王 1815年6月9日－1825年11月19日                                                           | 繼任： 三弟尼古拉一世·巴甫洛维奇                                                                        |
| 王位覬覦者                                                                                              | | |
| 前任者： 保羅一世·彼得洛维奇                                                                            | — 名义上的 — 石勒苏益格-荷尔斯泰因公爵 1801年3月23日－1825年11月19日                                    | 繼任： 三弟尼古拉一世·巴甫洛维奇                                                                        |
| 前任者： 保羅一世·彼得洛维奇                                                                            | — 名义上的 — 奥尔登堡伯爵 1801年3月23日－1825年11月19日                                                 | 繼任： 三弟尼古拉一世·巴甫洛维奇                                                                        |